# Paris (Kiribati)
Pour les articles homonymes, voir Paris (homonymie).
Paris est une colonie abandonnée à Kiribati, située sur l'île de Kiritimati, dans l'archipel des îles de la Ligne.

## Toponymie
Paris doit son nom au prêtre français Emmanuel Rougier qui y vit tout en dirigeant une plantation de cocotiers,. Il la nomme Paris parce qu'il a le mal du pays,.

## Histoire
Paris possède une plantation de cocotiers dans les années 1920, aujourd'hui abandonnée,. Le prêtre français Emmanuel Rougier vit alors dans une maison en bois à Paris, qui a depuis été détruite. Paris est en grande partie abandonnée en raison d'un mauvais mouillage.